# Lars Roar Langslet
Lars Roar Langslet (født 5. marts 1936 i Nes i Buskerud, død 18. januar 2016) var en norsk forfatter. Han er også politiker fra Høyre.

## Stortingsrepræsentant
Lars Roar Langslet var medlem af Stortinget fra 1969 til 1989. Han havde dog orlov, mens han var kulturminister (1981–1986). Langslet var valgt for Høyre i Oslo-kredsen.

## Kulturminister
Lars Roar Langslet var kulturminister i Regeringen Kåre Willoch fra 14. oktober 1981 til 31. december samme år. Fra 1. januar 1982 til 8. maj 1986 var Langslet Kultur- og Videnskabsminister i den samme regering. 
Kulturministeren har ofte også været kirkeminister. Langslet er imidlertid katolik. Efter Norges daværende grundlov kunne han ikke være kirkeminister, og fra 1. januar 1982 overlod statsminister Kåre Willoch overlod posten som kirkeminister til undervisningsministeren. Dette var først Tore Austad og derefter den senere statsminister Kjell Magne Bondevik.
I sin tid som kulturminister ophævede Langslet NRKs monopol på radio- og TV-virksomhed. 

## Udmærkelser
Langslet var formand (preses eller præses) for Det Norske Akademi for Sprog og Litteratur fra 1995 til 2011.
Han har modtaget ordner og hædersbevisninger fra Norge, Island, Danmark, Luxembourg, Frankrig og Vatikanstaten.
Langslet blev kommandør af Dannebrogordenen i 1996, og han fik Karen Blixen-medaljen i 2006.